# Улісс (Небраска)
Улісс (англ. Ulysses) — селище (англ. village) в США, в окрузі Батлер штату Небраска. Населення — 196 осіб (2020).

## Географія
Улісс розташований за координатами 41°4′20″ пн. ш. 97°12′10″ зх. д. / 41.07222° пн. ш. 97.20278° зх. д. (41.072112, -97.202878).  За даними Бюро перепису населення США в 2010 році селище мало площу 0,53 км², уся площа — суходіл.

## Демографія
Згідно з переписом 2010 року, у селищі мешкала 171 особа в 74 домогосподарствах у складі 50 родин. Густота населення становила 325 осіб/км².  Було 105 помешкань (200/км²).
Расовий склад населення:
| - 98,8 % — білих |

До двох чи більше рас належало 1,2 %. Частка іспаномовних становила 2,3 % від усіх жителів.
За віковим діапазоном населення розподілялося таким чином: 25,1 % — особи молодші 18 років, 57,4 % — особи у віці 18—64 років, 17,5 % — особи у віці 65 років та старші. Медіана віку мешканця становила 43,8 року. На 100 осіб жіночої статі у селищі припадало 103,6 чоловіків;  на 100 жінок у віці від 18 років та старших — 93,9 чоловіків також старших 18 років.
Середній дохід на одне домашнє господарство  становив 59 576 доларів США (медіана — 49 750), а середній дохід на одну сім'ю — 55 343 долари (медіана — 51 477). За межею бідності перебувало 10,0 % осіб, у тому числі 6,5 % дітей у віці до 18 років та 9,8 % осіб у віці 65 років та старших.
Цивільне працевлаштоване населення становило 121 осіб. Основні галузі зайнятості: виробництво — 21,5 %, освіта, охорона здоров'я та соціальна допомога — 16,5 %, роздрібна торгівля — 13,2 %.